# 군포 나들목
군포 나들목(Gunpo IC)은 경기도 군포시 대야미동과 부곡동에 걸쳐 설치된 영동고속도로의 8번 교차로이다. 계획 당시 가칭은 대야미 나들목이었으나, 이후 1991년 11월 29일에 신갈반월고속도로가 개통되면서 반월 나들목으로 변경되었고, 2001년 5월 3일에 폐쇄식 나들목으로 전환되면서 현재의 명칭인 군포 나들목으로 변경되었다. 명칭처럼 군포시에 위치해 있지만 이 명칭의 지역 대표성과는 달리 군포시내와는 멀리 떨어져 있고, 군포시 대야미동과 안산시 상록구 건건동 지역으로 통한다.

## 연혁
- 1987년 12월 31일 : 나들목 신설을 위해 반월 도시계획시설 교통광장에 화성군 반월면 대야미리 일원을 대야미 나들목으로 고시[1]
- 1991년 11월 29일 : 신갈반월고속도로 개통과 함께 반월 나들목으로 영업 개시[2]
- 1997년 6월 25일 : 신갈 ~ 반월고속도로 확장 공사로 나들목 개량을 위해 도로구역 변경[3]
- 2001년 5월 3일 : 요금 수납 방식이 개방식에서 폐쇄식으로 변경되어 군포 나들목으로 명칭 변경 및 나들목에 요금소를 설치하고 통행료 징수 개시[4]

## 구조물 정보
- 위치: 경기도 군포시 대야미동, 부곡동
- 영업소: 경기도 군포시 영동고속도로 26 (대야미동)
- 한국도로공사 군포지사: 경기도 군포시 군포로 86 (대야미동)

## 접속하는 도로
- 국도 제47호선 (군포로)

## 교통량 정보
| 요금소        | 통행량 (대/일) | 통행량 (대/일) | 통행량 (대/일) | 통행량 (대/일) | 통행량 (대/일) | 통행량 (대/일) | 통행량 (대/일) | 통행량 (대/일) | 통행량 (대/일) | 통행량 (대/일) | 각주  |
| 요금소        | 2001년         | 2002년         | 2003년         | 2004년         | 2005년         | 2006년         | 2007년         | 2008년         | 2009년         | 2010년         | 각주  |
| ------------- | -------------- | -------------- | -------------- | -------------- | -------------- | -------------- | -------------- | -------------- | -------------- | -------------- | ----- |
| 군포 (폐쇄식) | 11,757         | 12,404         | 13,046         | 13,359         | 13,878         | 14,037         | 15,290         | 16,351         | 17,884         | 19,881         | [ 5 ] |
| 요금소        | 2011년         | 2012년         | 2013년         | 2014년         | 2015년         | 2016년         | 2017년         | 2018년         | 2019년         |                | [ 5 ] |
| 군포 (폐쇄식) | 20,829         | 21,241         | 21,317         | 20,358         | 21,007         | 18,589         | 16,879         | 16,164         | 14,462         |                | [ 5 ] |